# Atalanta BC
Atalanta Bergamasca Calcio, zkráceně jen Atalanta je italský fotbalový klub hrající v sezóně 2025/2026 v 1. italské fotbalové lize, sídlící ve městě Bergamo v regionu Lombardie.
Klub byl založen v roce 1907 a přezdívá se ji regina delle provinciali (královna provincie), protože se již zúčastnila 64 sezon v nejvyšší lize a je to tým s nejvyšším počtem účastí v nejvyšší lize, které nezískalo Scudetto. Také drží rekord v počtů postupů do nejvyšší ligy. Za svou více než 110 letou historii odehrál pět utkání ve finále Italského poháru, ale jen jednou ji vyhrál (1962/63). V lize obsadil třikrát 3. místo po sobě (2018/19 až 2020/21). Také se třikrát zúčastnil v LM a při hraní ve 2. lize se probojoval do semifinále Poháru PVP 1987/88. Je členem Evropské klubové asociace. Největším úspěchem ve vítězství v EL 2023/24.

## Změny názvu klubu
- 1913/14 – 1918/19 – Atalanta SB di GA (Atalanta Società Bergamasca di Ginnastica e Sports Atletici)
- 1919/20 – SB di EF Atalanta (Società Bergamasca di Educazione Fisica Atalanta)
- 1920/21 – Atalanta BC (Atalanta Bergamasca Calcio)

## Soupiska
Aktuální k 5. 2. 2025
| Číslo |                   | Pozice | Hráč                   |
| ----- | ----------------- | ------ | ---------------------- |
| 2     | Itálie            | O      | Rafael Tolói (kapitán) |
| 3     | Pobřeží slonoviny | O      | Odilon Kossounou       |
| 4     | Švédsko           | O      | Isak Hien              |
| 5     | Rakousko          | O      | Stefan Posch           |
| 6     | Ghana             | O      | Ibrahim Sulemana       |
| 7     | Kolumbie          | Z      | Juan Cuadrado          |
| 8     | Chorvatsko        | Z      | Mario Pašalić          |
| 9     | Itálie            | Ú      | Gianluca Scamacca      |
| 11    | Nigérie           | Ú      | Ademola Lookman        |
| 13    | Brazílie          | Z      | Éderson                |
| 15    | Nizozemsko        | Z      | Marten de Roon         |
| 16    | Itálie            | O      | Raoul Bellanova        |
| 17    | Belgie            | Ú      | Charles De Ketelaere   |

| Číslo |                     | Pozice | Hráč              |
| ----- | ------------------- | ------ | ----------------- |
| 19    | Albánie             | O      | Berat Djimsiti    |
| 22    | Itálie              | O      | Matteo Ruggeri    |
| 23    | Bosna a Hercegovina | O      | Sead Kolašinac    |
| 24    | Srbsko              | Z      | Lazar Samardžić   |
| 27    | Itálie              | Z      | Marco Palestra    |
| 28    | Portugalsko         | B      | Rui Patrício      |
| 29    | Itálie              | B      | Marco Carnesecchi |
| 31    | Itálie              | B      | Francesco Rossi   |
| 32    | Itálie              | Ú      | Mateo Retegui     |
| 42    | Itálie              | O      | Giorgio Scalvini  |
| 44    | Itálie              | Z      | Marco Brescianini |
| 70    | Itálie              | Ú      | Daniel Maldini    |
| 77    | Itálie              | Z      | Davide Zappacosta |

## Získané trofeje

### Vyhrané domácí soutěže
- 2. italská liga ( 6x )

1927/28, 1939/40, 1958/59, 1983/84, 2005/06, 2010/11
- 3. italská liga ( 1x )

1981/82
- Italský pohár ( 1x )

1962/63

### Vyhrané mezinárodní soutěže
- Evropská liga ( 1x )

2023/24

## Medailové umístění
| Medaile umístění     | Sezona                                      |
| -------------------- | ------------------------------------------- |
| Superpohár UEFA      | 2024                                        |
| Evropská liga UEFA   | 2023/24                                     |
| Serie A              | 2018/19, 2019/20, 2020/21, 2024/25          |
| Italský pohár        | 1962/63                                     |
| Italský pohár        | 1986/87, 1995/96, 2018/19, 2020/21, 2023/24 |
| Středoevropský pohár | 1985                                        |

## Historie
Klub založili středoškoláci Eugenio Urio, Julius a Ferruccio Amati, Alessandro Forlini a John Roberti 17. října 1907 jako Società Bergamasca di Ginnastica e Sports Atletici Atalanta. Italská fotbalová federace jej registrovala až v roce 1914. V roce 1920 se klub sloučil se Società Bergamasca di Ginnastica e Scherma (společnost gymnastiky a šermu ve městě Bergamo) a vznikl tak název Atalanta Bergamasca Calcio. Klub hrál regionální soutěže a do nejvyšší soutěže se dostal v sezoně 1928/29. Po jedné sezoně se vrátil zpět do druhé ligy a v roce 1933 riskoval bankrot, ale díky sbírce mezi kluby se zachránil. V nejvyšší lize se usadil od sezony 1940/41 do sezony 1957/58, kdy sestoupil. Nejlepší umístění v tomto období bylo páté místo ze sezony 1947/48. Následovalo jedno sezonní hraní ve druhé lize a návrat do nejvyšší ligy. Klub se dostal do semifinále středoevropského poháru v sezoně 1961/62.
Prvním velkým úspěchem klubu bylo vítězství v italském poháru v ročníku 1962/63, když ve finále porazil 3:1 Turín. Sezonu 1968/69 končil klub v tabulce na posledním místě a sestoupil. Návrat do nejvyšší ligy se konal za dvě sezony. Pak sestoupil díky skóre v sezoně 1972/73 a druhou ligu hrál kromě dvou sezon (1977/78 a 1978/79) do ročníku 1980/81. Skončil na sestupovém místě a sezonu 1981/82 hrál prvně třetí ligu. Po vítězné sezoně 1981/82 se vrátil do druhé ligy.
V sezoně 1983/84 vyhrál druhou ligu a tím i postup. Klub dosáhl druhého místa ve středoevropském poháru v sezoně 1984/85. V sezoně 1986/87 klub opět sestoupil, ale dostal se do finále italského poháru. V něm prohrál po výsledcích 0:3 a 0:1 s Neapolí a kvalifikoval se do poháru PVP. V něm došel klub do semifinále, kde prohrál s budoucími šampiony KV Mechelen (1:2, 1:2). Opět po jedné sezoně postoupil a 6. místem v sezoně 1988/89 se kvalifikoval do poháru UEFA, kde skončil v 1. kole. Čtvrtfinále si zahrál v ročníku 1990/91, zde prohrál s budoucím šampionem Interem (0:0, 0:2). Sezonu 1994/95 hrál ve druhé lize a díky čtvrtému místu slavil postup. Fotbalista Filippo Inzaghi se stal nejlepším střelcem sezony 1995/96 a díky jemu, který vstřelil 24 branek, se klub zachránil v lize a také se dostal do finále italského poháru. Prohrál jej s Fiorentinou (0:1,0:2).
Do sezony 2009/10 klub sestoupil do druhé ligy čtyřikrát. Druhou ligu vyhrál v sezoně 2010/11 a díky 4. místu ze sezony 2016/17 se klub kvalifikoval do Evropské ligy, kde se dostal do šestnáctifinále. Sezona Serie A 2018/2019 byla velmi vydařená. Klub se umístil na 3. místě a zajistil si tak účast v Lize mistrů, ale také si zahrál finále italského poháru, kde prohrál 0:2 s Laziem.
Sezóna 2019/20 přinesla zlomení několika rekordů. V červenci pokořila rekord z roku 1952, když se rovnou tři její hráči – Josip Iličić, Duván Zapata a Luis Muriel – dostali na hranici 15 a více vstřelených branek. Dalším rekordem se stala řada 11 venkovních výher za sebou v jedné sezóně.

## Účast v ligách
| Úroveň soutěže | Název soutěže (nynější název) | První hraná sezona | Poslední hraná sezona | celkem odehraných sezon |
| -------------- | ----------------------------- | ------------------ | --------------------- | ----------------------- |
| 1              | Serie A                       | 1928/29            | 2025/26               | 67                      |
| 2              | Serie B                       | 1922/23            | 2010/11               | 34                      |
| 3              | Serie C                       | 1981/82            | 1981/82               | 1                       |

Historická tabulka Serie A od sezony 1929/30 do 2024/25.
| Celkové místo | Odehraných sezon | Celkem bodů | Celkem zápasů | Celkem výher | Celkem remíz | Celkem proher | Celkové skore |
| ------------- | ---------------- | ----------- | ------------- | ------------ | ------------ | ------------- | ------------- |
| 11            | 65               | 2470        | 2226          | 714          | 699          | 813           | 2668:2861     |

## Účast v evropských pohárech
| Ročník  | Soutěž              | Kolo             | Klub                   | Doma | Venku | Celkem          |
| ------- | ------------------- | ---------------- | ---------------------- | ---- | ----- | --------------- |
| 1963/64 | Pohár vítězů pohárů | Předkolo         | Sporting CP            | 2:0  | 1:3   | 3:3 (1:3 opak.) |
| 1987/88 | Pohár vítězů pohárů | 1. kolo          | Merthyr Tydfil FC      | 2:0  | 1:2   | 3:2             |
| 1987/88 | Pohár vítězů pohárů | 2. kolo          | OFI Kréta              | 2:0  | 0:1   | 2:1             |
| 1987/88 | Pohár vítězů pohárů | čtvrtfinále      | Sporting CP            | 2:0  | 1:1   | 3:1             |
| 1987/88 | Pohár vítězů pohárů | semifinále       | KV Mechelen            | 1:2  | 1:2   | 2:4             |
| 1989/90 | Pohár UEFA          | 1. kolo          | FK Spartak Moskva      | 0:0  | 0:2   | 0:2             |
| 1990/91 | Pohár UEFA          | 1. kolo          | GNK Dinamo Záhřeb      | 0:0  | 1:1   | 1:1             |
| 1990/91 | Pohár UEFA          | 2. kolo          | Fenerbahçe             | 4:1  | 1:0   | 5:1             |
| 1990/91 | Pohár UEFA          | čtvrtfinále      | 1. FC Köln             | 1:0  | 1:1   | 2:1             |
| 1990/91 | Pohár UEFA          | semifinále       | FC Inter Milán         | 0:0  | 0:2   | 0:2             |
| 2017/18 | Evropská liga       | Základní skupina | Olympique Lyon         | 1:0  | 1:1   |                 |
| 2017/18 | Evropská liga       | Základní skupina | Everton FC             | 3:0  | 5:1   |                 |
| 2017/18 | Evropská liga       | Základní skupina | Apollon Limassol       | 3:1  | 1:1   |                 |
| 2017/18 | Evropská liga       | Šestnáctifinále  | Borussia Dortmund      | 1:1  | 2:3   | 3:4             |
| 2018/19 | Evropská liga       | 2. předkolo      | FK Sarajevo            | 2:2  | 8:0   | 10:0            |
| 2018/19 | Evropská liga       | 3. předkolo      | Hapoel Haifa FC        | 2:0  | 4:1   | 6:1             |
| 2018/19 | Evropská liga       | Play-off         | FC Kodaň               | 0:0  | 0:0   | 0:0             |
| 2019/20 | Liga mistrů         | Základní skupina | FK Šachtar Doněck      | 1:2  | 3:0   |                 |
| 2019/20 | Liga mistrů         | Základní skupina | Manchester City FC     | 1:1  | 1:5   |                 |
| 2019/20 | Liga mistrů         | Základní skupina | GNK Dinamo Záhřeb      | 2:0  | 0:4   |                 |
| 2019/20 | Liga mistrů         | Osmifinále       | Valencia CF            | 4:1  | 4:3   | 8:4             |
| 2019/20 | Liga mistrů         | Čtvrtfinále      | Paris Saint-Germain FC |      |       | 1:2             |
| 2020/21 | Liga mistrů         | Základní skupina | Liverpool FC           | 0:5  | 2:0   |                 |
| 2020/21 | Liga mistrů         | Základní skupina | AFC Ajax               | 2:2  | 1:0   |                 |
| 2020/21 | Liga mistrů         | Základní skupina | FC Midtjylland         | 1:1  | 4:0   |                 |
| 2020/21 | Liga mistrů         | Osmifinále       | Real Madrid            | 0:1  | 1:3   | 1:4             |
| 2021/22 | Liga mistrů         | Základní skupina | Villarreal CF          | 2:3  | 2:2   |                 |
| 2021/22 | Liga mistrů         | Základní skupina | BSC Young Boys         | 1:0  | 3:3   |                 |
| 2021/22 | Liga mistrů         | Základní skupina | Manchester United FC   | 2:2  | 2:3   |                 |
| 2021/22 | Evropská liga       | Základní skupina | Olympiakos             | 2:1  | 3:0   | 5:1             |
| 2021/22 | Evropská liga       | Základní skupina | Bayer 04 Leverkusen    | 3:2  | 1:0   | 4:2             |
| 2021/22 | Evropská liga       | Základní skupina | RB Leipzig             | 0:2  | 1:1   | 1:3             |
| 2023/24 | Evropská liga       | Základní skupina | Raków Częstochowa      | 2:0  | 4:0   |                 |
| 2023/24 | Evropská liga       | Základní skupina | Sporting CP            | 1:1  | 2:1   |                 |
| 2023/24 | Evropská liga       | Základní skupina | SK Sturm Graz          | 1:0  | 2:2   |                 |
| 2023/24 | Evropská liga       | Osmififinále     | Sporting CP            | 2:1  | 1:1   | 3:2             |
| 2023/24 | Evropská liga       | Čtvrtfinále      | Liverpool FC           | 0:1  | 3:0   | 3:1             |
| 2023/24 | Evropská liga       | Semifinále       | Olympique Marseille    | 3:0  | 1:1   | 4:1             |
| 2023/24 | Evropská liga       | Finále           | Bayer 04 Leverkusen    |      |       | 3:0             |
| 2024    | Superpohár UEFA     |                  | Real Madrid            |      |       | 0:2             |
| 2024/25 | Liga mistrů         | Ligová fáze      | Arsenal FC             | 0:0  |       |                 |
| 2024/25 | Liga mistrů         | Ligová fáze      | FK Šachtar Doněck      |      | 3:0   |                 |
| 2024/25 | Liga mistrů         | Ligová fáze      | Celtic FC              | 0:0  |       |                 |
| 2024/25 | Liga mistrů         | Ligová fáze      | VfB Stuttgart          |      | 2:0   |                 |
| 2024/25 | Liga mistrů         | Ligová fáze      | BSC Young Boys         |      | 6:1   |                 |
| 2024/25 | Liga mistrů         | Ligová fáze      | Real Madrid            | 2:3  |       |                 |
| 2024/25 | Liga mistrů         | Ligová fáze      | SK Sturm Graz          | 5:0  |       |                 |
| 2024/25 | Liga mistrů         | Ligová fáze      | FC Barcelona           |      | 2:2   |                 |
| 2024/25 | Liga mistrů         | Play-off         | Club Brugge KV         | 1:3  | 1:2   | 2:5             |

## Fotbalisté

### Podle oficiálních zápasů
| Celkový počet zápasů | Celkový počet zápasů | Celkový počet zápasů |  | V Serii A | V Serii A             | V Serii A |  | V domácím poháru | V domácím poháru                 | V domácím poháru |  | V Evropských pohárech | V Evropských pohárech | V Evropských pohárech |
| Pořadí               | Jméno                | Počet                |  | Pořadí    | Jméno                 | Počet     |  | Pořadí           | Jméno                            | Počet            |  | Pořadí                | Jméno                 | Počet                 |
| 1.                   | Gianpaolo Bellini    | 435                  |  | 1.        | Marten de Roon        | 306       |  | 1.               | Valter Bonacina                  | 50               |  | 1.                    | Marten de Roon        | 61                    |
| 2.                   | Marten de Roon       | 395                  |  | 2.        | Stefano Angeleri      | 281       |  | 2.               | Glenn Peter Strömberg            | 38               |  | 2.                    | Mario Pašalić         | 48                    |
| 3.                   | Valter Bonacina      | 327                  |  | 3.        | Gianpaolo Bellini     | 279       |  | 3.               | Luigino Pasciullo                | 38               |  | 3.                    | Berat Djimsiti        | 45                    |
| 4.                   | Cristiano Doni       | 323                  |  | 4.        | Rafael Tolói          | 253       |  | 4.               | Gianpaolo Bellini                | 37               |  | 4.                    | Rafael Tolói          | 42                    |
| 5.                   | Stefano Angeleri     | 322                  |  | 5.        | Livio Roncoli         | 239       |  | 5.               | Marino Magrin                    | 34               |  | 5.                    | Remo Freuler          | 40                    |
| 6.                   | Rafael Tolói         | 313                  |  | 6.        | Mario Pašalić         | 230       |  | 6.               | Massimo Carrera                  | 33               |  | 6.                    | Hans Hateboer         | 41                    |
| 7.                   | Mario Pašalić        | 298                  |  | 7.        | Berat Djimsiti        | 220       |  | 7.               | Damiano Zenoni                   | 31               |  | 7.                    | José Luis Palomino    | 33                    |
| 8.                   | Livio Roncoli        | 293                  |  | 8.        | Fabrizio Ferron       | 217       |  | 8.               | Fabio Gallo                      | 29               |  | 8.                    | Davide Zappacosta     | 30                    |
| 9.                   | Fabrizio Ferron      | 294                  |  | 9.        | Alejandro Darío Gómez | 209       |  | 9.               | Fabrizio Ferron+ Domenico Progna | 29               |  | 9.                    | Alejandro Darío Gómez | 28                    |
| 10.                  | Berat Djimsiti       | 287                  |  | 10.       | Piero Gardoni         | 208       |  | 10.              | Cristian Zenoni+ Ottorino Piotti | 29               |  | 10.                   | Luis Muriel           | 28                    |

- poznámka

aktivní

### Podle vstřelených branek
| Celkový počet branek | Celkový počet branek  | Celkový počet branek |  | V Serii A | V Serii A             | V Serii A |  | V domácím poháru | V domácím poháru               | V domácím poháru |  | V Evropských pohárech | V Evropských pohárech                    | V Evropských pohárech |
| Pořadí               | Jméno                 | Počet                |  | Pořadí    | Jméno                 | Počet     |  | Pořadí           | Jméno                          | Počet            |  | Pořadí                | Jméno                                    | Počet                 |
| 1.                   | Cristiano Doni        | 112                  |  | 1.        | Cristiano Doni        | 69        |  | 1.               | Andrea Lazzari                 | 10               |  | 1.                    | Luis Muriel                              | 12                    |
| 2.                   | Duván Zapata          | 82                   |  | 2.        | Duván Zapata          | 69        |  | 2.               | Cristiano Doni                 | 9                |  | 2.                    | Josip Iličić                             | 11                    |
| 3.                   | Luis Muriel           | 68                   |  | 3.        | Adriano Bassetto      | 56        |  | 3.               | Nicola Caccia                  | 8                |  | 3.                    | Ademola Lookman                          | 10                    |
| 4.                   | Josip Iličić          | 60                   |  | 4.        | Germán Denis          | 56        |  | 4.               | Maurizio Ganz                  | 7                |  | 4.                    | Duván Zapata+ Mario Pašalić              | 9                     |
| 5.                   | Mario Pašalić         | 59                   |  | 5.        | Paul Rasmussen        | 54        |  | 5.               | Giuseppe Incocciati            | 7                |  | 5.                    | Gianluca Scamacca+ Alejandro Darío Gómez | 6                     |
| 6.                   | Alejandro Darío Gómez | 59                   |  | 6.        | Luis Muriel           | 54        |  | 6.               | Marino Magrin                  | 7                |  | 6.                    | Charles De Ketelaere                     | 6                     |
| 7.                   | Adriano Bassetto      | 56                   |  | 7.        | Alejandro Darío Gómez | 50        |  | 7.               | Oliviero Garlini               | 6                |  | 7.                    | Ruslan Malinovs'kyj                      | 5                     |
| 8.                   | Germán Denis          | 56                   |  | 8.        | Jørgen Sørensen       | 50        |  | 8.               | Sergio Pellizzaro              | 6                |  | 8.                    | Berat Djimsiti                           | 4                     |
| 9.                   | Paul Rasmussen        | 54                   |  | 9.        | Josip Iličić          | 47        |  | 9.               | Valter Bonacina                | 5                |  | 9.                    | Eligio Nicolini+ Robin Gosens            | 4                     |
| 10.                  | Ademola Lookman       | 52                   |  | 10.       | Mario Pašalić         | 47        |  | 10.              | Angelo Domenghini+ Marco Nappi | 5                |  | 10.                   | Musa Barrow                              | 4                     |

Poznámka
aktivní

### Rekordní přestupy
| Nákup  | Nákup                | Nákup     | Nákup       | Nákup          |  | Prodej | Prodej             | Prodej    | Prodej            | Prodej          |
| Pořadí | Jméno                | sezona    | klub        | částka         |  | Pořadí | Jméno              | sezona    | klub              | částka          |
| 1.     | El Bilal Touré       | 2023/2024 | Almería     | 30,2 mil. Euro |  | 1.     | Rasmus Højlund     | 2023/2024 | Manchester United | 77,8 mil. Euro  |
| 2.     | Gianluca Scamacca    | 2023/2024 | West Ham    | 28 mil. Euro   |  | 2.     | Mateo Retegui      | 2025/2026 | Al Qadisiyah      | 68,25 mil. Euro |
| 3.     | Charles De Ketelaere | 2024/2025 | Milán       | 23,2 mil. Euro |  | 3.     | Teun Koopmeiners   | 2024/2025 | Juventus          | 58,4 mil. Euro  |
| 4.     | Éderson              | 2022/2023 | Salernitana | 22,9 mil. Euro |  | 4.     | Cristian Romero    | 2022/2023 | Tottenham         | 52 mil. Euro    |
| 5.     | Jérémie Boga         | 2022/2023 | Sassuolo    | 22 mil. Euro   |  | 5.     | Dejan Kulusevski   | 2019/2020 | Juventus          | 39 mil. Euro    |
| 6.     | Raoul Bellanova      | 2024/2025 | Turín       | 22 mil. Euro   |  | 6.     | Franck Kessié      | 2019/2020 | Milán             | 32 mil. Euro    |
| 7.     | Luis Muriel          | 2019/2020 | Sevilla     | 21,2 mil. Euro |  | 7.     | Alessandro Bastoni | 2017/2018 | Inter             | 31,1 mil. Euro  |
| 8.     | Merih Demiral        | 2022/2023 | Juventus    | 21 mil. Euro   |  | 8.     | Bryan Cristante    | 2019/2020 | Řím               | 30,6 mil. Euro  |
| 9.     | Rasmus Højlund       | 2022/2023 | Sturm Graz  | 21 mil. Euro   |  | 9.     | Robin Gosens       | 2022/2023 | Inter             | 27,4 mil. Euro  |
| 10.    | Mateo Retegui        | 2024/2025 | Janov       | 20 mil. Euro   |  | 10.    | Gianluca Mancini   | 2020/2021 | Řím               | 24 mil. Euro    |

### Nejlepší střelec v soutěži
Mateo Retegui (2024/25) 25 branek

### Na velkých turnajích

#### Účastníci Mistrovství světa
- Emilio Caprile (MS 1950)
- Giuseppe Casari (MS 1950)
- Bengt Gustavsson (MS 1958)
- Humberto Maschio (MS 1962)
- Pierluigi Pizzaballa (MS 1966)
- Claudio Caniggia (MS 1990)
- Glenn Strömberg (MS 1990)
- Zoran Mirković (MS 1998)
- Cristian Doni (MS 2002)
- Édgar Barreto (MS 2010)
- Carlos Carmona (MS 2014)
- Mario Yepes (MS 2014)
- Andreas Cornelius (MS 2018)
- Remo Freuler (MS 2018)
- Marten de Roon (MS 2022)
- Teun Koopmeiners (MS 2022)
- Joakim Mæhle (MS 2022)
- Mario Pašalić (MS 2022)

#### Vítězové Mistrovství Evropy
- Matteo Pessina (ME 2020)
- Rafael Tolói (ME 2020)

#### Účastníci Mistrovství Evropy
- Marten de Roon (ME 2020)
- Alexej Mirančuk (ME 2020)
- Joakim Mæhle (ME 2020)
- Ruslan Malinovs'kyj (ME 2020)
- Mario Pašalić (ME 2020)
- Robin Gosens (ME 2020)
- Remo Freuler (ME 2020)
- Gianluca Scamacca (ME 2024)
- Mario Pašalić (ME 2024)
- Charles De Ketelaere (ME 2020)
- Berat Djimsiti (ME 2020)

#### Vítězové Copa América
- Claudio Caniggia (CA 1991)
- Leonardo Rodríguez (CA 1993)
- Mauricio Pinilla (CA 2015)
- Carlos Carmona (CA 2016)
- Mauricio Pinilla (CA 2016)
- Cristian Romero (CA 2021)

#### Účastníci Copa América
- Carlos Carmona (CA 2011)
- Édgar Barreto (CA 2011)
- Duván Zapata (CA 2019)
- Duván Zapata (CA 2021)
- Luis Muriel (CA 2021)
- Éderson (CA 2024)

#### Účastníci Afrického poháru národů
- Kewullay Conteh (APN 1996)
- Franck Kessié (APN 2017)
- Ademola Lookman (APN 2023)

#### Účastníci Olympijských her
- Giuseppe Casari (OH 1948)
- Giacomo Mari (OH 1948)
- Giancarlo Cadè (OH 1952)
- Battista Rota (OH 1952)
- Iván Valenciano (OH 1992)
- Domenico Morfeo (OH 1996)
- Nicola Ventola (OH 2000)
- Andrea Consigli (OH 2008)
- Henry Camara (OH 2024)

## Česká stopa

### Hráči
- David Heidenreich (2016–2020)
- Lukáš Vorlický (2018–2024)